# اچ‌ام‌اس چلمزفورد
اچ‌ام‌اس چلمزفورد (به انگلیسی: HMS Chelmsford) یک کشتی بود که طول آن ۲۳۵ فوت (۷۲ متر) بود. این کشتی در سال ۱۹۱۶ ساخته شد.